# Ballsträusschen
Ballsträusschen ist eine Schnellpolka von Johann Strauss Sohn (op. 380). Das Werk wurde am 19. Februar 1878 im Sofienbad-Saal in Wien erstmals aufgeführt.